# Fort Oglethorpe
Fort Oglethorpe é uma cidade localizada no estado americano da Geórgia, no Condado de Catoosa e Condado de Walker.

## Demografia
Segundo o censo americano de 2000, a sua população era de 6940 habitantes.
Em 2006, foi estimada uma população de 9400, um aumento de 2460 (35.4%).

## Geografia
De acordo com o United States Census Bureau tem uma área de
33,7 km², dos quais 33,7 km² cobertos por terra e 0,0 km² cobertos por água. Fort Oglethorpe localiza-se a aproximadamente 283 m acima do nível do mar.

## Localidades na vizinhança
O diagrama seguinte representa as localidades num raio de 12 km ao redor de Fort Oglethorpe.